# Italijanska napoved vojne Združenemu kraljestvu in Franciji
10. junija 1940 je Fašistična Italija napovedala vojno Združenemu kraljestvu in Franciji ter s tem vstopila v drugo svetovno vojno, na strani Nacistične Nemčije.   
Razlogov za Italijansko napoved vojne zaveznikom je bilo veliko. Italijanski diktator Benito Mussolini je z svojo državo vstopil v vojno predvsem zato, ker je hotel biti na strani zmagovalcev, saj je verjel, da če se bo pridružil Nemcem, da bo na zmagovalni strani. Zlasti je hotel tudi več ozemelj za Italijo, kot npr. Dalmacijo, kolonije v Severni Afriki ter tudi nadzor nad Jadranskem morjem. Še en dogodek, ki je močno prispeval k vstopu Italije v vojno, je bila bitka za Francijo, ko so Italijani opazili, da je nemška vojska hitro napredovala v notranjost francoske države.   

## Zgodovinski pregled
Ko je Nemčija septembra 1939 napadla Poljsko in sta se nato v vojno vključili še Združeno Kraljestvo in Francija, je Mussolini sporočil nemškemu diktatorju Adolfu Hitlerju, da Italija ne bo pripravljena za vstop v vojno vsaj še do leta 1943. Zaradi tega so Italijani ostali nevtralni. Angleži in Francozi so Italijane sicer pozvali, da naj ne držijo z Nemci ter jim v zameno za to ponujali določena ozemlja v Severni Afriki, kar pa so Italijani zavrnili. 
Italijani so bili še vedno hoteli pridobiti Dalmacijo in njene otoke v Jadranskem morju, kar jim je bilo obljubljeno v Londonskem sporazumu, a tega na koncu niso dobili. Sami so hoteli tudi več kolonij v Severni Afriki in nadzorovati Jadransko morje. Maja 1940 so Nemci začeli z operacijami na države Zahodne Evrope. Mussolini je čez en mesec opazil kako je nemška vojska premagala zavezniško vojsko ter po zasedbi Nizozemske, Belgije in Luksemburga hitro napredovala v notranjost Francije ter se počasi bližala Parizu. Mussolini je to videl kot sijajno priložnost za vstop v vojno, saj bi s tem lahko pridobil še kakšno ozemlje ter se odločil napovedati vojno zaveznikom.
10. junija 1940 zvečer je Mussolini v Rimu opravil svoj govor, v katerem je napovedal vojno Združenemu Kraljestvu in Franciji. Hitler je še istega dne slovesno sprejel Italijo v vojno. Kot odziv na italijansko vojno napoved je Francija naslednji dan napovedala vojno Italiji, čeprav so bili Francozi že zelo blizu poraza v bitki z Nemci. Takoj po napovedi vojne obema državama so Italijani mobilizirali vojsko ter jo poslali v bitko na francosko-italijansko mejo, vendar Italijani niso imeli tako velikih uspeškov kot Nemci.
Italijanska napoved vojne Združenemu Kraljestvu in Franciji je povzročila, da so bili vsi Italijani, ki so živeli v Združenemu Kraljestvu, kot odgovor na vojno napoved, odpeljani v posebna taborišča, kjer so jih označili za sovražne tujce.